# ترهیل
ترهیل (به هلندی: Terheijl) یک منطقهٔ مسکونی در هلند است که در نوردن‌فلد واقع شده‌است.